# Tuyên ngôn GNU

Logo GNU

Richard M. Stallman (ảnh bìa cho cuốn sách của O'Reilly Media Free as in Freedom)

Tuyên ngôn GNU được Richard Stallman viết và xuất bản vào tháng 3 năm 1985 trên Dr. Dobb's Journal of Software Tools như một lời giải thích về các mục tiêu của Dự án GNU, và cũng như một lời kêu gọi hỗ trợ và tham gia phát triển GNU, một máy tính phần mềm miễn phí một hệ điều hành máy tính tự do. Nó được coi trọng trong phong trào phần mềm tự do như là một nguồn quan điểm cơ bản.
Toàn bộ văn bản được bao gồm trong phần mềm GNU như Emacs và có sẵn công khai.

## Bối cảnh
Một số phần của Tuyên ngôn GNU bắt đầu như một thông báo về Dự án GNU được đăng bởi Richard Stallman vào ngày 27 tháng 9 năm 1983 dưới dạng email trên các nhóm tin Usenet. Mục đích của dự án là cho người dùng máy tính tự do và kiểm soát máy tính của họ bằng cách hợp tác phát triển và cung cấp phần mềm dựa trên ý tưởng về phần mềm tự do của Stallman (mặc dù định nghĩa bằng văn bản không tồn tại cho đến tháng 2 năm 1986). Bản tuyên ngôn được viết như một cách để làm quen với nhiều người hơn với các khái niệm này và để tìm thêm sự hỗ trợ dưới dạng công việc, tiền bạc, chương trình và phần cứng.
Tuyên ngôn GNU đã có tên gọi và định dạng đầy đủ vào năm 1985 và có những cập nhật nhỏ vào năm 1987.

## Tóm lược
Bản tuyên ngôn GNU mở ra với lời giải thích về Dự án GNU là gì và hiện tại, tại thời điểm nào, tiến trình tạo ra hệ điều hành GNU. Hệ thống, mặc dù dựa trên và tương thích với Unix, có nghĩa là tác giả có nhiều cải tiến so với nó, được liệt kê chi tiết trong bản tuyên ngôn.
Theo Stallman, một trong những điểm thúc đẩy chính của dự án GNU, là xu hướng nhanh chóng (vào thời điểm đó) tập trung vào Unix và các thành phần khác nhau của nó trở thành phần mềm độc quyền (tức là nguồn đóng và không tự do).
Bản tuyên ngôn đưa ra một cơ sở triết học để khởi động dự án và tầm quan trọng của việc đưa nó thành hiện thực - phần mềm độc quyền là một cách để phân chia người dùng, những người không còn có thể giúp đỡ lẫn nhau. Stallman từ chối viết phần mềm độc quyền như một dấu hiệu của sự đoàn kết với họ.
Tác giả cung cấp nhiều lý do tại sao dự án và phần mềm tự do có lợi cho người dùng, mặc dù ông đồng ý rằng việc áp dụng rộng rãi của nó sẽ làm cho công việc của lập trình viên ít lợi nhuận hơn.
Phần lớn của Tuyên ngôn GNU được tập trung vào việc phản bác những phản đối có thể có đối với các mục tiêu của Dự án GNU. Chúng bao gồm nhu cầu của lập trình viên để kiếm sống, vấn đề quảng cáo tự do phân phối phần mềm và nhu cầu nhận được khuyến khích lợi nhuận.